# Uromyces eulophiae
Uromyces eulophiae är en svampart som beskrevs av Gjaerum 1984. Uromyces eulophiae ingår i släktet Uromyces och familjen Pucciniaceae.   Inga underarter finns listade i Catalogue of Life.